# Aragonska križarska vojna
Aragonska križarska vojna je bila del večje vojne Sicilskih večernic. Vojno leta  1284 in 1285 je razglasil papež Martin IV. proti aragonskemu kralju Petru III., ki je malo pred tem osvojil Sicilijo. Papež je Petra III. uradno odstavil z obrazložitvijo, da je Aragonija papeški fevd, ki ga je Svetemu sedežu predal Petrov stari oče Peter II. Martin je Aragonijo podaril Petrovemu nečaku, grofu Karlu Valoijskemu, sinu francoskega kralja Filipa III.
Križarska vojna je kmalu povzročila državljansko vojno v Aragoniji, saj se je Petrov brat, kralj Jakob II. Majorški, pridružil Francozom. Jakob je podedoval grofijo Roussillon in tako stal med gospostvoma francoskega in aragonskega monarha. Peter je kot mlajši sin nasprotoval Jakobovi dediščini in je v križarski vojni občutil  posledice tega rivalstva.
Za obrambo meje z Navarro, ki ji je vladal Filip Lepi, sin kralja Filipa III., je bil zadolžen Petrov najstarejši sin, bodoči kralj Alfonz III. Peter se je bal obsežne invazije iz Navare, vendar se je zgodilo le nekaj čezmejnih napadov. Navarski kralj se je pridružil glavnini napadalne vojski pod vodstvom svojega očeta.
Leta 1284 je prva francoska vojska pod vodstvom Filipa III. in Karla Valoijskega vstopila v Roussillon. V vojski je bilo  16.000 konjenikov, 17.000 samostrelcev in 100.000 pešcev. V južnih francoskih pristaniščih je bilo 100 ladij. Vojska je imela uradno Jakobovo podporo, lokalno prebivalstvo pa se je kljub temu dvignilo proti njej. Mesto Elne je pogumno branil tako imenovani Bâtard de Roussillon (Bastard iz Roussillona), nezakonski sin Nuña Sáncheza, pokojnega grofa Roussillona. Francoska vojska ga je nazadnje premagala in kljub prisotnosti papeških legatov požgala mestno stolnico. Vse prebivalce, razen Bâtarda, so pobili. Bâtard je kot ujetnik spremljal napredujoče kraljeve sile.
Leta 1285 se je Filip III. utaboril pred Girono, da bi jo oblegal. Odpor je bil močan, a je bilo mesto kljub temu zavzeto. Karel Valoijski je bil tam okronan, vendar brez dejanske krone. 28. aprila je kardinal Jean Cholet grofu namesto krone  na glavo nadel svoj klobuk, zaradi česar je Karel dobil posmehljiv vzdevek roi du chapeau (kralj s klobukom).
Francozi so kmalu doživeli preobrat, ko je Roger de Laurie, admiral Petra III., v bitki pri Les Formigues porazil in uničil francosko ladjevje. Francosko kopensko vojsko je prizadela epidemija griže. Zbolel je tudi Filip III.  Prestolonaslednik Filip IV. se je začel s Petrom III. pogajati za prost prehod kraljeve družine preko Pirenejev. Njegovi vojski prehod ni bil dovoljen in je bila v bitki pri Col de Panissars zdesetkana. Francoski kralj je v Perpignanu zaradi bolezni umrl. Pokopan je bil v narbonnski stolnici, Kmalu za njim je umrl tudi Peter III.

## Posledice
Zgodovinar H. J. Chaytor je aragonsko križarsko vojno opisal kot "morda najbolj nepravičen, nepotreben in katastrofalen podvig, ki se ga je kadarkoli lotila kapetska monarhija". W. C. Jordan je odgovornost zanjo pripisal Filipovemu nasprotovanju papeževemu vmešavanju v francosko zunanjo politiko, kar je imelo dolgoročne posledice za Evropo. Posledice križarske vojne so bile v Franciji majhne, Majorka kot neodvisna država pa je bila opustošena. Alfonz III. Asturski je v naslednjih letih k svojemu kraljestvu priključil Majorko, Ibizo in Menorko. Leta 1295 je Sporazum iz Anagnija vrnil otoke Jakobu, Sporazum iz Tarascona iz leta 1291 pa je Aragonijo uradno vrnil Alfonzu in odpravil prekletstvo Cerkve.

## Sklic
1. ↑  Antonio Zaldívar.  "Emphasizing Royal Orders Using the Romance Languages: An Example of Strategic Codeswitching in the Crown of Aragon's Thirteenth-century Royal Chancery". V Yuen-Gen Liang and Jarbel Rodriguez (ur.). Authority and Spectacle in Medieval and Early Modern Europe: Essays in Honor of Teofilo F. Ruiz. Routledge, 2017. str. 73–83.